# Alexander Pagenstecher (oculista)
Friedrich Alexander Hermann Pagenstecher (Wallau, 21 aprile 1828 – Wiesbaden, 31 dicembre 1879) è stato un oculista tedesco.

## Biografia
Studiò medicina presso le Università di Gießen, Heidelberg e Würzburg. Ottenne il dottorato nel 1849 e nel 1851 viaggiò a Parigi per studiare oculistica. Nel 1856 fondò un ospedale per l'oftalmologia a Wiesbaden e ne fu il direttore fino alla sua morte nel 1879. A Wiesbaden, lavorò a stretto contatto con suo fratello, Hermann Pagenstecher (1844-1932), che prese il controllo dell'ospedale per la cura degli occhi dopo la sua morte.
Pagenstecher fece diversi contributi in oftalmologia, ed era noto a livello internazionale per il trattamento del glaucoma e della cataratta. Viene ricordato per aver introdotto una pratica chirurgica nota come estrazione della cataratta intracapsulare, e nel 1862 introdusse il Präcipitatsalbe, come un unguento per gli occhi. Pagenstecher morì il 31 dicembre 1879 per le ferite riportate in un incidente di caccia.

## Opere
- Klinische Beobachtungen aus der Augenheilanstalt in Wiesbaden (con Edwin Theodor Saemisch e Arnold Pagenstecher). 1861/62
- Ueber die Extraction des grauen Stares bei uneröffneter Kapsel durch den Skleralschnitt, Wiesbaden 1866.